# MSNBC
MSNBC (originalmente abreviatura de Microsoft NBC) es un canal de televisión por suscripción estadounidense operado por NBCUniversal y una página web de noticias y comentario político. Está disponible para una población de unos 87 millones de hogares en los Estados Unidos y emite principalmente desde sus estudios en 30 Rockefeller Plaza.
Fue fundada en 1996 mediante una colaboración entre Microsoft y NBC (en aquel entonces subsidiaria de General Electric), de donde proviene su nombre.
Esta colaboración dio origen tanto al canal de cable (MSNBC) como a una web (www.msnbc.com) y, aunque tenían el mismo nombre, ambos mantuvieron estructuras corporativas y operaciones de noticias separadas. msnbc.com tenía su sede en el campus de Microsoft en Redmond, Washington, mientras que MSNBC operaba en la sede de la NBC en Nueva York. Microsoft vendió sus participaciones en el canal MSNBC en 2005 y en msnbc.com en julio de 2012 a NBCUniversal. El sitio de noticias general fue renombrado como NBCNews.com, y un nuevo msnbc.com fue creado como el sitio web del canal de cable. 

Logo MSNBC utilizado desde 2009 hasta 2015; el logotipo actual es una variante de este diseño.

En marzo de 2009 firmó una alianza con el canal de noticias chileno Canal 24 Horas (propiedad de la televisora estatal TVN); la cual comenzó sus transmisiones el día 4 del mismo mes. Con esta alianza  hacen frente a CNN, quien dos meses antes había inaugurado las transmisiones de su filial local CNN Chile.